# Erich Wedell
Erich Wilhelm Ernst Wedell (* 15. Oktober 1888 in Eibenstock; † 5. Februar 1983 in Berlin) war ein deutscher Rechtsanwalt.

## Leben und Wirken
Wedell war der Sohn des Kaufmanns Albert Wedell und seine Ehefrau Elise, geborene Siegel. In seiner Jugend besuchte er ab 1895 die Bürgerschule und ab 1897 die Lateinschule seiner Heimatstadt. 1901 kam er auf das Gymnasium zum Heiligen Kreuz in Dresden, wo er 1907 die Reifeprüfung bestand. Anschließend studierte er Rechts- und Staatswissenschaften an den Universitäten Grenoble (1907), Leipzig (1907–1908) und Halle (1908–1910). Am 3. Dezember 1910 bestand der beim Oberlandesgericht Naumburg an der Saale die 1. juristische Staatsprüfung. Den juristischen Vorbereitungsdienst absolvierte er beim Amtsgericht Kemberg im Bezirk Halle, beim Landgericht Torgau, der Staatsanwaltschaft Halle, bei einem Rechtsanwalt und einem Notar in Halle sowie beim Amtsgericht und Oberlandesgericht Naumburg (Saale).
Ab August 1914 nahm Wedell mit dem 14. Feldartillerieregiment 55 Naumburg am Ersten Weltkrieg teil. Bis zum September 1915 war er in Polen eingesetzt und dann bis Kriegsende in Frankreich. Nach dem Krieg setzte Wedell seine Ausbildung fort: An der Universität Halle legte er eine Dissertation vor auf deren Grundlage er am 8. August 1919 die Doktorwürde erhielt. Am 5. Dezember 1919 bestand er die große Staatsprüfung. 
Von Januar bis Juni 1920 war Wedell Hilfsarbeiter der Handelskammer in Halle. Danach war er bei der deutschen Staatsvertretung bei dem durch den Versailler Vertrag geschaffenen gemischten Schiedsgerichtshof in Paris tätig. Seit dem 24. August 1922 war Wedell Rechtsanwalt beim Land-, Amts- und Verwaltungsgericht in Berlin. Zusammen mit Adolf von Gordon († 1925) und Werner Pünder gründete er zu dieser Zeit eine gemeinsame Rechtsanwaltskanzlei in Berlin. Am 3. Mai 1928 wurde Wedell auch als Notar zugelassen. Am 6. November 1922 heiratete er Annemarie Back. Aus der Ehe gingen drei Töchter und ein Sohn hervor.

### Klage gegen die NS-Regierung (1935)
Vielfache Beachtung als Akt politischer Courage fand der Schritt Wedells und seines Sozius Pünder am 27. März 1935 namens der Familie des am 30. Juni 1934 auf Geheiß der NS-Regierung erschossenen Oppositionellen Erich Klausener, beim Landgericht Berlin eine Schadensersatzklage „wegen Mordes“ gegen „das Deutsche Reich, vertreten durch Adolf Hitler, und das Land Preußen“ einzureichen.
Auf Anweisung des Gestapochefs Reinhard Heydrich wurden Wedell und Pünder daraufhin am 16. April 1935 in Schutzhaft genommen. Wedell wurde ins KZ Columbia-Haus gebracht, wo er sechs Wochen lang in Einzelhaft gehalten wurde. Nachdem zunächst die Erschießung der beiden Anwälte erwogen worden war, wurden sie im Sommer 1935 wieder auf freien Fuß gesetzt. Ihr in der Rechtsgeschichte der NS-Zeit singulär dastehender Schritt fand nach dem Zweiten Weltkrieg vielfache Anerkennung, die sich u. a. in der Stiftung des Werner-Pünder-Preises für Totalitarismusforschung niederschlug.

### Späteres Leben
Am 31. Januar 1945, kurz vor Ende des Zweiten Weltkriegs, wurde Wedell zum Volkssturm eingezogen, ohne an Kämpfen teilzunehmen. Am 1. Mai 1945 geriet er in sowjetische Kriegsgefangenschaft. Er wurde zunächst nach Kralup an der Moldau gebracht und gelangte von dort in das Lager Pirna, aus dem er am 22. August 1945 entlassen wurde.
Wenige Monate nach Kriegsende, am 29. September 1945, beantragte und erhielt Wedell erneut Zulassung als Rechtsanwalt und Notar für den Bezirk des Kammergerichts in Berlin. Er übte seinen Beruf noch bis in die 1960er Jahre aus. Aus seinem Amt als Notar wurde er am 31. Dezember 1977 entlassen.

## Schriften
- Das Verhältnis des Magistrats zur Stadtverordnetenversammlung im Geltungsbereiche der preussischen Städteordnung für die östlichen Provinzen, 1919.